# Tantangón
Tantangón (Tantangón Island) es una isla situada en Filipinas, adyacente a la de Busuanga, isla que forma parte del grupo de Calamianes.
Administrativamente forma parte del barrio del  Sagrada, cuya sede se encuentra en  isla de Busuanga,  del municipio filipino de tercera categoría de Busuanga perteneciente a la provincia  de Paragua en Mimaro,  Región IV-B.

## Geografía
Isla Busuanga es  la más grande del Grupo Calamian situado a medio camino entre las islas de Mindoro (San José) y de Paragua (Puerto Princesa), con el Mar de la China Meridional a poniente y el mar de Joló a levante. Al sur de la isla están las otras dos islas principales del Grupo Calamian: Culión y  Corón.
Bañada por las aguas de la bahía de Guro (Guro Bay) de que se abre al mar de la China Meridional, tiene aproximadamente 950 metros de largo, en dirección norte-sur, y unos 880 metros de anchura máxima.
Situada a poniente de Isla Calauit, dista escasos 200 m de la costa y 980 metros del sitio Centro del barrio de Concepción.
Isla Dicoyán se encuentra situada 1.400 metros al sur.